# Aprilia Volley
L'Aprilia Volley è stata una società pallavolistica femminile di Aprilia, in provincia di Latina.

## Storia della società
Retrocessa in Serie B2 nel 2008, ha acquistato il titolo sportivo della società Pallavolo di Ostiano, ed ha acquisito così il diritto di prendere parte al campionato di Serie A2 all'inizio della stagione 2008-09.
Promossa in Serie A1 al termine del campionato 2009-10, la squadra pontina è stata poi esclusa dal torneo per inadempienze finanziarie.